# どっこい生きてる
『どっこい生きてる』は、1951年（昭和26年）7月7日公開の日本映画。新星映画社・前進座製作、北星映画配給。監督は今井正。モノクロ、スタンダード、102分。
日雇い労働者の一家の食うや食わずの生活と絶望から再起に向けた格闘を描いた作品で、ヴィットリオ・デ・シーカ監督『自転車泥棒』など、ネオレアリズモの作品の影響が色濃く反映したものとなっている。今井監督の初の独立プロ作品で、1口50円の出資者を募集して、400万円の製作費で作られた。第25回キネマ旬報ベスト・テン第5位。

## スタッフ
- 監督：今井正
- 製作：松本酉三、宮川雅青
- 脚本：岩佐氏寿、平田兼三、今井正
- 撮影：宮島義勇、中尾駿一郎、植松永吉
- 音楽：大木正夫
- 美術：久保一雄
- 照明：平田光治
- 録音：安恵重遠
- 編集：河野秋和

## キャスト
- 毛利修三：河原崎長十郎
- 花村：中村翫右衛門
- 山川（大家）：河原崎國太郎
- 毛利さと（毛利の妻）：河原崎しづ江
- 毛利雄一（毛利の長男）：河原崎労作
- 毛利民代（毛利の長女）：町田よし子
- 秋山婆さん：飯田蝶子
- 水野：木村功
- 水野の妻：岸旗江
- 水野の父：市川笑太郎
- 水野の妹：今村いづみ
- 水野良（水野の父）：寺田健
- 吉田製作所長：瀬川菊之丞
- 吉田きみ（吉田の妻）：川路夏子
- 藤木：中村梅之助
- 野田班長：中村公三郎
- 現場の男：坂東秀弥
- トラックの男：花沢徳衛
- 簡易宿泊所亭主：松本染升

## 作品解説
レッド・パージで大手映画会社から追放された左翼系映画人らによる独立プロ運動の最初期の作品であり、東宝争議の指揮者だった亀井文夫、山本薩夫らによって設立された新星映画社と、戦前から映画製作も行っている前進座の提携で製作された。戦後復興期の1951年（昭和26年）3月に撮影が開始されたが、撮影中に警察によって撮影用ワゴンもろともスタッフ4人が拉致されたり、共産党幹部が潜伏しているという口実で、前進座が家宅捜査され、未使用のフィルムを使用不能にされたりした。
製作資金は、一口50円の出資を大衆から集め、合計400万円となった。中にはニコヨン（日雇い労働者）がガマガエルを獲って大学の実験用に売り、寄付したというエピソードもある。本作の冒頭には「この映画は日本映画を愛する多くの人々の協力のもとに作られたものである」とクレジットされている。
フランスの俳優ジェラール・フィリップは、この作品を見て高く評価した。

## 受賞
- 第25回キネマ旬報ベスト・テン 第5位
- 第6回毎日映画コンクール 美術賞
- 第2回ブルーリボン賞ベストテン 第4位